# Tablas alfonsíes
Las Tablas alfonsíes es un libro medieval que contiene unas tablas astronómicas realizadas por iniciativa de Alfonso X el Sabio, quien convocó a unos 50 astrónomos para elaborarlas, y que muestran las observaciones efectuadas en el firmamento en Toledo desde el 1 de enero de 1263 hasta 1272, y que consignan el movimiento de los respectivos cuerpos celestes sobre la eclíptica, posiciones exactas y precisas.
Las Tablas, el primer conjunto de tablas astronómicas elaborado en la Europa cristiana, constituyeron el catálogo astronómico más importante hasta avanzado el siglo XVI, cuando incluso Copérnico descansó en ellas.

## Finalidad

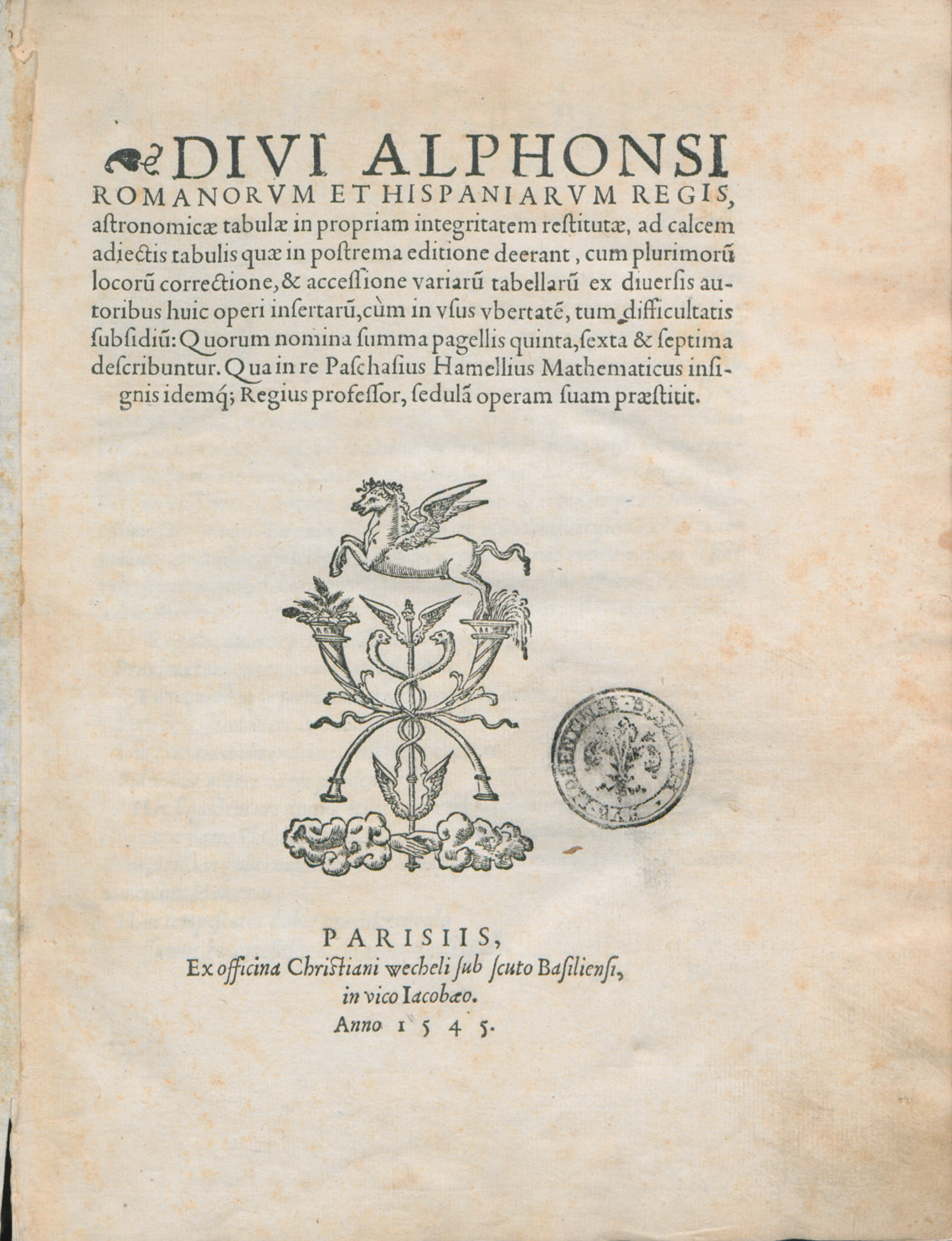
Portada de la edición de 1545 de las Tabulae astronomicae

El objetivo de estas tablas era proporcionar un esquema de uso práctico para calcular la posición del Sol, la Luna y los planetas de acuerdo con el sistema de Ptolomeo. La teoría de referencia preveía movimientos según epiciclos y sus deferentes cuyos parámetros para cada cuerpo celeste eran las dimensiones relativas de los epiciclos, el periodo de revolución sobre un epiciclo, el del epiciclo sobre el deferente y así sucesivamente. Fue muy útil para la geografía, contribuyendo a la localización de coordenadas terrestres basándose en las coordenadas celestes; y a la navegación, ya que facilitaban la orientación basándose en el conocimiento de las constelaciones y situación de los planetas. Durante mucho tiempo fueron la base de todas las efemérides que se publicaron en España.

## Historia
Las observaciones originales provienen de las Tablas toledanas, tablas astronómicas del siglo XI, confeccionadas en Toledo por un grupo de astrónomos entre los cuales se destacaba el andalusí Azarquiel. La revisión de estas tablas se fundó en las observaciones llevadas a cabo, también en Toledo, por los científicos judíos alfonsíes Yehuda ben Moshe e Isaac ben Sid. 
Parte del original documento castellano llegó a París, donde se le tradujo al latín a partir de 1320 y se difundió ampliamente por Europa.
De las tablas alfonsíes se han hecho varias ediciones, si bien la más valorada es la que Paschasius Hamelius, profesor del Colegio Real en París, publicó en 1545 y 1553.[cita requerida]  En Madrid se les imprimió en 1641, intituladas Tabulae Alphonsinae perpetuum motuum coelestium.

## Crítica
Giambattista Vico, en 1744, tacha a las Tablas de «demasiado inciertas» cuando no de «falsas» pues fueron refutadas por hebreos y por cristianos.
Philipp Nothaft ha propuesto que, desde la perspectiva de la astronomía computacional, el período 1320-1550 debería titularse la «Era Alfonsina», ya que la mayoría de almanaques, calendarios, efemérides y tablas astronómicas publicadas después de 1320 se basaron «ciegamente» en las Alfonsíes.  Un anónimo pero erudito autor afiliado a la Sorbona escribió en 1347 una Expositio que criticó ciertas metodologías de las Alfonsíes mientras ensalzaba a Ptolomeo; y si bien su escepticismo no dejó de ser saludable, análisis moderno indica que los datos de las Alfonsíes son superiores a los del Almagesto; en todo caso, la crítica del siglo XIV no melló la popularidad alfonsí.